# Castrillo de la Valduerna (kommun)
Castrillo de la Valduerna är en kommun i Spanien.   Den ligger i provinsen Provincia de León och regionen Kastilien och Leon, i den nordvästra delen av landet, 290 km nordväst om huvudstaden Madrid. Antalet invånare är 181.